# Grundfreibetrag (Deutschland)
| Jahre             | Grundfreibetrag pro Jahr | inflationsbereinigter Wert 2025 |
| ----------------- | ------------------------ | ------------------------------- |
| 01.01.-20.06.1948 | 300 RM                   | 930 €                           |
| 1949–05/1953      | 750 DM                   | 2.330 €                         |
| 06/1953–1954      | 800 DM                   | 2.480 €                         |
| 1955–1957         | 900 DM                   | 2.620 €                         |
| 1958–1974         | 1.680 DM                 | 4.780 €                         |
| 1975–1977         | 3.029 DM                 | 4.490 €                         |
| 1978              | 3.329 DM (3.839 DM)      | 4.800 € (5.540 €)               |
| 1979–1980         | 3.690 DM (4.200 DM)      | 4.850 € (5.520 €)               |
| 1981–1985         | 4.212 DM                 | 4.590 €                         |
| 1986–1987         | 4.536 DM                 | 4.940 €                         |
| 1988–1989         | 4.752 DM                 | 4.970 €                         |
| 1990–1995         | 5.616 DM                 | 4.820 €                         |
| 1996–1997         | 12.095 DM                | 10.040 €                        |
| 1998              | 12.365 DM                | 10.170 €                        |
| 1999              | 13.067 DM                | 10.690 €                        |
| 2000              | 13.499 DM                | 10.890 €                        |
| 2001              | 14.039 DM                | 11.100 €                        |
| 2002–2003         | 7.235 €                  | 10.930 €                        |
| 2004–2008         | 7.664 €                  | 10.520 €                        |
| 2009              | 7.834 €                  | 10.720 €                        |
| 2010–2012         | 8.004 €                  | 10.400 €                        |
| 2013              | 8.130 €                  | 10.420 €                        |
| 2014              | 8.354 €                  | 10.600 €                        |
| 2015              | 8.472 €                  | 10.690 €                        |
| 2016              | 8.652 €                  | 10.870 €                        |
| 2017              | 8.820 €                  | 10.910 €                        |
| 2018              | 9.000 €                  | 10.940 €                        |
| 2019              | 9.168 €                  | 10.990 €                        |
| 2020              | 9.408 €                  | 11.220 €                        |
| 2021              | 9.744 €                  | 11.270 €                        |
| 2022              | 10.347 €                 | 11.200 €                        |
| 2023              | 10.908 €                 | 11.150 €                        |
| 2024              | 11.784 €                 | 11.780 €                        |
| 2025              | 12.096 €                 | (folgt)                         |
| 2026              | 12.348 € (Stand 2025)    | (folgt)                         |

Der Grundfreibetrag stellt seit 1996 in Deutschland sicher, dass das zur Bestreitung des Existenzminimums nötige Einkommen nicht durch Steuern gemindert wird. Jeder Einkommensteuerpflichtige hat Anspruch auf einen jährlichen steuerfreien Grundfreibetrag (§ 32a Abs. 1 Nr. 1 Einkommensteuergesetz (EStG)). Dieser Betrag wird rechnerisch im Einkommensteuertarif beim zu versteuernden Einkommen automatisch berücksichtigt. 

## Grundlagen bis 1995
Die Höhe der Grundfreibeträge bis zum Jahr 1995 folgt keiner einheitlichen Systematik und Begründung.

## Verfassungsrechtliche Grundlagen seit 1996
In einer Reihe von Entscheidungen stellte das Bundesverfassungsgericht klar, dass aufgrund der verfassungsrechtlichen Vorgaben im Grundgesetz – insbesondere mit Blick auf die Bedeutung und rechtliche Tragweite des Sozialstaatsprinzips – das Steuerrecht und das Sozialhilferecht eng miteinander verknüpft sind. Die deutliche Anhebung des Grundfreibetrages im Jahre 1996 ist auf diese Rechtsprechung zurückzuführen (siehe Tabelle).
Dem Einkommensteuerpflichtigen muss nach Erfüllung seiner Einkommensteuerschuld von seinem Erworbenen soviel verbleiben, als er zur Bestreitung seines notwendigen Lebensunterhalts und desjenigen seiner Familie bedarf („Existenzminimum“). Maßgröße für die Bemessung des steuerfrei zu stellenden sächlichen Existenzminimums ist das sozialhilferechtlich definierte Existenzminimum, das über-, aber nicht unterschritten werden darf. Die existenzsichernden Aufwendungen müssen nach dem tatsächlichen Bedarf realitätsgerecht bemessen werden, steuerfrei muss das bleiben, was zur Schaffung der Mindestvoraussetzungen für ein menschenwürdiges Dasein benötigt wird.
Dabei ist auch die Belastung durch die in die Verbraucherpreise eingehenden indirekten Steuern zu berücksichtigen und bei der Einkommensbesteuerung zu kompensieren. Nach Meinung aus dem Bundesfinanzministerium müssten höhere und den regelsatzrelevanten Verbrauch betreffende indirekte Steuern jedoch zunächst zu einer Erhöhung der Regelleistung führen, ehe sich Auswirkungen auf die steuerlichen Freibeträge ergeben könnten.
Bei Familien ist es verfassungsrechtlich geboten, das Einkommen auch insoweit von der Steuer freizustellen, als es für die Kinderbetreuungskosten und zur Deckung des Erziehungsbedarfs eines Kindes benötigt wird. (siehe Hauptartikel Kinderfreibetrag)

## Sozialhilfe als Basis für die Bemessung des Grundfreibetrags
Die Ermittlung des steuerfrei zu stellenden sächlichen Existenzminimums erfolgt auf der Basis des geltenden Sozialhilferechts (Zwölftes Buch Sozialgesetzbuch, Regelbedarfs-Ermittlungsgesetz). Folgende sozialhilferechtlichen Bedarfskomponenten werden berücksichtigt:
1. Regelbedarf
2. Bedarfe für Bildung und Teilhabe von Kindern
3. Kosten der Unterkunft (Bruttokaltmiete bzw. vergleichbare Aufwendungen für Haus- oder Wohnungseigentum in angemessener Höhe)
4. Heizkosten einschließlich Kosten für Warmwasserbereitung

Die Festlegung (bzw. Beschränkung) auf die genannten Bedarfskomponenten ergibt sich aus dem Kriterium des notwendigen sozialhilferechtlichen Mindestbedarfs. Sonderbedarfe (z. B. für Alleinerziehende) finden aufgrund ihres einzelfall- bzw. gruppenbezogenen Charakters keine Berücksichtigung bei der Ermittlung des Grundfreibetrags. Nicht berücksichtigt wird ferner der durch Ausübung einer Arbeit entstehende Mehrbedarf. Die mit der Erwerbsarbeit verbundenen Aufwendungen (Werbungskosten) werden steuerrechtlich durch den Arbeitnehmerpauschbetrag und die Entfernungspauschale berücksichtigt.
Beiträge zur Kranken-, Pflege- und Rentenversicherung werden nicht zur Ermittlung des Grundfreibetrags herangezogen. Steuerrechtlich sind diese Vorsorgeaufwendungen nach § 10 EStG als Sonderausgaben absetzbar.

## Existenzminimumberichte der Bundesregierung
Der Bericht über die Höhe des Existenzminimums von Erwachsenen und Kindern (kurz: Existenzminimumbericht) wird gemäß dem Beschluss des Deutschen Bundestags vom 2. Juni 1995 von der deutschen Bundesregierung alle zwei Jahre vorgelegt.
Aus dem Existenzminimumbericht, der prognostisch angelegt ist (Ex-ante-Berechnung), ergibt sich jeweils die Höhe des von der Einkommensteuer freizustellenden Existenzminimums von Erwachsenen und Kindern. Hieran orientiert sich auch das Kindergeld.

### Sächliches Existenzminimum
Von 1996 bis 2022 wurde der Grundfreibetrag von 6.184 € auf 10.347 € erhöht. Die Vergleichbarkeit mit den im jeweiligen Veranlagungsjahr geltenden Steuer-Freibeträgen ist eingeschränkt.
| Steuerfrei zu stellende sächliche Existenzminima in den bisherigen Existenzminimumberichten | Steuerfrei zu stellende sächliche Existenzminima in den bisherigen Existenzminimumberichten | Steuerfrei zu stellende sächliche Existenzminima in den bisherigen Existenzminimumberichten | Steuerfrei zu stellende sächliche Existenzminima in den bisherigen Existenzminimumberichten | Steuerfrei zu stellende sächliche Existenzminima in den bisherigen Existenzminimumberichten | Steuerfrei zu stellende sächliche Existenzminima in den bisherigen Existenzminimumberichten | Steuerfrei zu stellende sächliche Existenzminima in den bisherigen Existenzminimumberichten  | Steuerfrei zu stellende sächliche Existenzminima in den bisherigen Existenzminimumberichten |
| Quelle                                                                                      | Berichtsjahr                                                                                | sächliches Existenzminimum                                                                  | sächliches Existenzminimum                                                                  | sächliches Existenzminimum                                                                  | nachrichtlich:                                                                              | nachrichtlich:                                                                               |                                                                                             |
| ------------------------------------------------------------------------------------------- | ------------------------------------------------------------------------------------------- | ------------------------------------------------------------------------------------------- | ------------------------------------------------------------------------------------------- | ------------------------------------------------------------------------------------------- | ------------------------------------------------------------------------------------------- | -------------------------------------------------------------------------------------------- | ------------------------------------------------------------------------------------------- |
| Quelle                                                                                      | Berichtsjahr                                                                                | Alleinstehende                                                                              | Ehepaare                                                                                    | Kinder                                                                                      | Grundfreibetrag, für Ehegatten × 2                                                          | Kinderfreibetrag, ohne Freibetrag für den Betreuungs- und Erziehungs- oder Ausbildungsbedarf |                                                                                             |
| [ 22 ]                                                                                      | 1996                                                                                        | 6.071 €                                                                                     | 10.286 €                                                                                    | 3.215 €                                                                                     | 6.184 €                                                                                     | 3.203 €                                                                                      |                                                                                             |
| [ 23 ]                                                                                      | 1999                                                                                        | 6.455 €                                                                                     | 10.976 €                                                                                    | 3.424 €                                                                                     | 6.681 €                                                                                     | 3.534 €                                                                                      |                                                                                             |
| [ 24 ] [ 25 ]                                                                               | 2001                                                                                        | 6.547 €                                                                                     | 11.136 €                                                                                    | 3.460 €                                                                                     | 7.206 €                                                                                     | 3.534 €                                                                                      |                                                                                             |
| [ 26 ]                                                                                      | 2003                                                                                        | 6.948 €                                                                                     | 11.640 €                                                                                    | 3.636 €                                                                                     | 7.235 €                                                                                     | 3.648 €                                                                                      |                                                                                             |
| [ 27 ]                                                                                      | 2005                                                                                        | 7.356 €                                                                                     | 12.240 €                                                                                    | 3.648 €                                                                                     | 7.664 €                                                                                     | 3.648 €                                                                                      |                                                                                             |
| [ 28 ]                                                                                      | 2008                                                                                        | 7.140 €                                                                                     | 12.276 €                                                                                    | 3.648 €                                                                                     | 7.664 €                                                                                     | 3.648 €                                                                                      |                                                                                             |
| [ 21 ]                                                                                      | 2010                                                                                        | 7.656 €                                                                                     | 12.996 €                                                                                    | 3.864 €                                                                                     | 7.664 €                                                                                     | 3.648 €                                                                                      |                                                                                             |
| [ 29 ]                                                                                      | 2012                                                                                        | 7.896 €                                                                                     | 13.272 €                                                                                    | 4.272 €                                                                                     | 8.004 €                                                                                     | 4.368 €                                                                                      |                                                                                             |
| [ 30 ]                                                                                      | 2014 (für 2015)                                                                             | 8.472 €                                                                                     | 14.472 €                                                                                    | 4.512 €                                                                                     | 8.472 €                                                                                     | 4.368 €                                                                                      |                                                                                             |
| [ 30 ]                                                                                      | 2014 (für 2016)                                                                             | 8.652 €                                                                                     | 14.472 €                                                                                    | 4.608 €                                                                                     | 8.652 €                                                                                     | 4.608 €                                                                                      |                                                                                             |
| [ 31 ]                                                                                      | 2016 (für 2017)                                                                             | 8.820 €                                                                                     | 14.856 €                                                                                    | 4.716 €                                                                                     | 8.820 €                                                                                     | 4.716 €                                                                                      |                                                                                             |
| [ 31 ]                                                                                      | 2016 (für 2018)                                                                             | 9.000 €                                                                                     | 14.856 €                                                                                    | 4.788 €                                                                                     | 9.000 €                                                                                     | 4.788 €                                                                                      |                                                                                             |
| :                                                                                           | 2018 (für 2019)                                                                             | 9.168 €                                                                                     | 15.540 €                                                                                    | 4.896 €                                                                                     | 9.168 €                                                                                     | 4.980 €                                                                                      |                                                                                             |
| :                                                                                           | 2018 (für 2020)                                                                             | 9.408 €                                                                                     | 15.540 €                                                                                    | 5.004 €                                                                                     | 9.408 €                                                                                     | 5.172 €                                                                                      |                                                                                             |
| :                                                                                           | 2020 (für 2021)                                                                             | 9.744 €                                                                                     | 16.320 €                                                                                    | 5.412 €                                                                                     | 9.744 €                                                                                     | 5.460 €                                                                                      |                                                                                             |
| :                                                                                           | 2020 (für 2022)                                                                             | 9.888 €                                                                                     | 16.320 €                                                                                    | 5.460 €                                                                                     | 10.347 €0                                                                                   | 5.640 €                                                                                      |                                                                                             |
| :                                                                                           | 2022 (für 2023)                                                                             | 10.908 €0                                                                                   | 18.984 €                                                                                    | 6.024 €                                                                                     | 10.908 €0                                                                                   | 6.024 €                                                                                      |                                                                                             |
| :                                                                                           | 2022 (für 2024)                                                                             | 11.472 €0                                                                                   | 18.984 €                                                                                    | 6.384 €                                                                                     | 11.784 €0                                                                                   | 6.384 €                                                                                      |                                                                                             |
| :                                                                                           | 2024 (für 2025)                                                                             | 11.940 €0                                                                                   | 19.992 €                                                                                    | 6.648 €                                                                                     | 11.784 €0                                                                                   | 6.384 €                                                                                      |                                                                                             |
| :                                                                                           | 2024 (für 2026)                                                                             | 12.096 €0                                                                                   | 19.992 €                                                                                    | 6.696 €                                                                                     | 11.784 €0                                                                                   | 6.384 €                                                                                      |                                                                                             |

### Grundfreibeträge ab 2005
| Jahr           | Regelsatz      | Kosten der Unterkunft | Heizkosten     | Sächliches Existenzminimum | Steuerlicher Freibetrag | Quelle         |
| Alleinstehende | Alleinstehende | Alleinstehende        | Alleinstehende | Alleinstehende             | Alleinstehende          | Alleinstehende |
| -------------- | -------------- | --------------------- | -------------- | -------------------------- | ----------------------- | -------------- |
| 2005           | 4.164          | 2.592                 | 600            | 7.356                      | 7.664                   | [ 27 ]         |
| 2008           | 4.140          | 2.364                 | 636            | 7.140                      | 7.664                   | [ 28 ]         |
| 2010           | 4.368          | 2.520                 | 768            | 7.656                      | 8.004                   | [ 21 ]         |
| 2012           | 4.488          | 2.724                 | 684            | 7.896                      | 8.004                   | [ 29 ]         |
| 2015           | 4.788          | 2.988                 | 696            | 8.472                      | 8.472                   | [ 30 ]         |
| 2016           | 4.872          | 3.060                 | 720            | 8.652                      | 8.652                   | [ 30 ]         |
| 2017           | 4.908          | 3.312                 | 600            | 8.820                      | 8.820                   | [ 31 ]         |
| 2018           | 4.968          | 3.396                 | 636            | 9.000                      | 9.000                   | [ 31 ]         |
| 2019           | 5.088          | 3.468                 | 612            | 9.168                      | 9.168                   | [ 32 ]         |
| 2020           | 5.196          | 3.552                 | 660            | 9.408                      | 9.408                   | [ 32 ]         |
| 2021           | 5.352          | 3.612                 | 780            | 9.744                      | 9.744                   | [ 33 ]         |
| 2022           | 5.400          | 3.684                 | 804            | 9.888                      | 10.347                  | [ 33 ]         |
| 2023           | 6.024          | 3.828                 | 1.056          | 10.908                     | 10.908                  | [ 34 ]         |
| 2024           | 6.444          | 3.924                 | 1.104          | 11.472                     | 11.784                  | [ 34 ]         |
| 2025           | 6.756          | 4.092                 | 1.092          | 11.940                     | 11.784                  | [ 35 ]         |
| 2026           | 6.756          | 4.212                 | 1.128          | 12.096                     | 11.784                  | [ 35 ]         |
| Ehepaare       |                |                       |                |                            |                         |                |
| 2005           | 7.488          | 3.984                 | 768            | 12.240                     | 15.328                  | [ 27 ]         |
| 2008           | 7.464          | 4.020                 | 792            | 12.276                     | 15.328                  | [ 28 ]         |
| 2010           | 7.860          | 4.164                 | 972            | 12.996                     | 16.008                  | [ 21 ]         |
| 2012           | 8.064          | 4.344                 | 864            | 13.272                     | 16.008                  | [ 29 ]         |
| 2016           | 8.784          | 4.788                 | 900            | 14.472                     | 17.304                  | [ 30 ]         |
| 2018           | 8.952          | 5.088                 | 816            | 14.856                     | 18.000                  | [ 31 ]         |
| 2020           | 9.360          | 5.328                 | 852            | 15.540                     | 18.816                  | [ 32 ]         |
| 2022           | 9.720          | 5.520                 | 1.080          | 16.320                     | 20.694                  | [ 33 ]         |
| 2024           | 11.592         | 5.892                 | 1.500          | 18.984                     | 23.568                  | [ 34 ]         |
| 2026           | 12.144         | 6.324                 | 1.524          | 19.992                     | 23.568                  | [ 35 ]         |
| Kinder         |                |                       |                |                            |                         |                |
| 2005           | 2.688          | 804                   | 156            | 3.648                      | 3.648                   | [ 27 ]         |
| 2008           | 2.676          | 804                   | 168            | 3.648                      | 3.648                   | [ 28 ]         |
| 2010           | 2.820          | 840                   | 204            | 3.864                      | 4.368                   | [ 21 ]         |
| 2012           | 2.988          | 876                   | 180            | 4.272                      | 4.368                   | [ 29 ]         |
| 2015           | 3.168          | 936                   | 180            | 4.512                      | 4.512                   | [ 30 ]         |
| 2016           | 3.228          | 960                   | 192            | 4.608                      | 4.608                   | [ 30 ]         |
| 2017           | 3.336          | 996                   | 156            | 4.716                      | 4.716                   | [ 31 ]         |
| 2018           | 3.372          | 1.020                 | 168            | 4.788                      | 4.788                   | [ 31 ]         |
| 2019           | 3.456          | 1.044                 | 168            | 4.896                      | 4.980                   | [ 32 ]         |
| 2020           | 3.528          | 1.068                 | 180            | 5.004                      | 5.172                   | [ 32 ]         |
| 2021           | 3.780          | 1.092                 | 216            | 5.412                      | 5.460                   | [ 33 ]         |
| 2022           | 3.816          | 1.104                 | 216            | 5.460                      | 5.620                   | [ 33 ]         |
| 2023           | 4.248          | 1.152                 | 288            | 6.024                      | 6.024                   | [ 34 ]         |
| 2024           | 4.548          | 1.188                 | 312            | 6.384                      | 6.384                   | [ 34 ]         |
| 2025           | 4.764          | 1.236                 | 300            | 6.648                      | 6.384                   | [ 35 ]         |
| 2026           | 4.764          | 1.272                 | 312            | 6.696                      | 6.384                   | [ 35 ]         |

In ihrem „Achten Existenzminimumbericht“ vom Mai 2011 bezifferte die Bundesregierung den für das Jahr 2012 angenommenen sozialhilferechtlichen Mindestbedarf („sächliches Existenzminimum“) für Alleinstehende auf jeweils insgesamt 7.896 € jährlich, für Ehepaare wurde ein sächliches Existenzminimum von 13.272 € veranschlagt und für ein Kind ein sozialhilferechtlich definiertes Existenzminimum von 4.272 €.
Das einkommensteuerliche Existenzminimum (Grundfreibetrag) betrug für Alleinstehende 8.004 €, für Ehepaare 16.008 €.
Mit dem 10. Existenzminimumbericht vom Januar 2015 hat das Bundeskabinett ein steuerfrei zu stellendes Existenzminimums für Kinder und Erwachsene beschlossen, der steuerliche Grundfreibetrag soll an diese Zahl angepasst werden. Er stieg rückwirkend zum 1. Januar 2015 auf 8.472 €, zum 1. Januar 2016 wurde er dann nochmals um 180 € auf 8.652 € erhöht.